# リュールセンTNC-45型高速戦闘艇
リュールセンTNC-45型高速戦闘艇（英語: Lürssen 'TNC-45' type fast attack craft）は、西ドイツのリュールセン (Lürssen) 社によって開発された高速戦闘艇。またほぼ同型のFPB-44、45についても本項で扱う。

## 来歴
1875年の創業以来、リュールセン社の高速艇には定評があり、第一次世界大戦当時には魚雷艇（LMボーテ）、また戦間期にはSボートを世に送り出した。第二次世界大戦後にも、ドイツ再軍備とともに高速戦闘艇の分野に再参入し、連邦軍（西ドイツ海軍）の高速戦闘艇のほとんどを手がけていた。その一つが戦後に新規設計された140型（ヤグアル級）だったが、この艇に着目したイスラエル海軍は、これを発展させたサール型の設計を依頼し、自国で開発したガブリエル艦対艦ミサイルと組み合わせて、ミサイル艇として運用していた。
イスラエルからの発注を受ける一方で、リュールセン社自身もミサイル艇の開発を進めており、これによって開発された艇のひとつが本型である。1967年10月のエイラート事件を受けて、西側諸国でもミサイル艇が注目され、本型にも発注が相次ぐようになった。まず1970年、シンガポールおよびアルゼンチンによって発注された。1973年には、タイがシンガポール艇の準同型艇を、またマレーシアも低速の砲艇バージョンを発注した。その後、1970年代後半にはペルシア湾岸諸国の発注が相次いだ。アラブ首長国連邦（UAE）は1977年、クウェートも改良型を1980年に発注した。バーレーンも、1979年および1985年に2隻ずつを発注した。

## 設計
船体設計は基本的に同様で、全長44.9メートル、幅7メートルである。主機は、マイバッハMD 870シリーズ、またこれを改番したMTU 16V538ディーゼルエンジン4基で4軸のスクリュープロペラを駆動する方式が基本とされた。ただしマレーシア艇では3基3軸方式とされている。
主兵装となる艦対艦ミサイルとして、シンガポール艇とタイ艇ではガブリエルを採用したが、シンガポール艇では、1985年から1992年にかけてハープーンに換装した。UAE・バーレーン・クウェートではエグゾセを搭載しており、特にUAE艇は、エグゾセMM40を搭載して艦隊配備された初の艦艇となった。アルゼンチン艇はミサイルを搭載せず、長魚雷発射管2基（SST-4魚雷）を主兵装とする魚雷艇とされていたが、「イントレピダ」では1998年に、また「インドミタ」でも2009年よりエグゾセを搭載した。またマレーシア艇は対艦兵器をもたず、砲艇として運用されている。
艦砲は、東南アジア諸国（シンガポール・タイ・マレーシア）ではボフォース社の70口径57mm単装速射砲Mk.1を搭載した。一方、アルゼンチンおよびペルシア湾岸諸国（UAE・バーレーン・クウェート）では、オート・メラーラ社の62口径76mm単装速射砲が採用された。

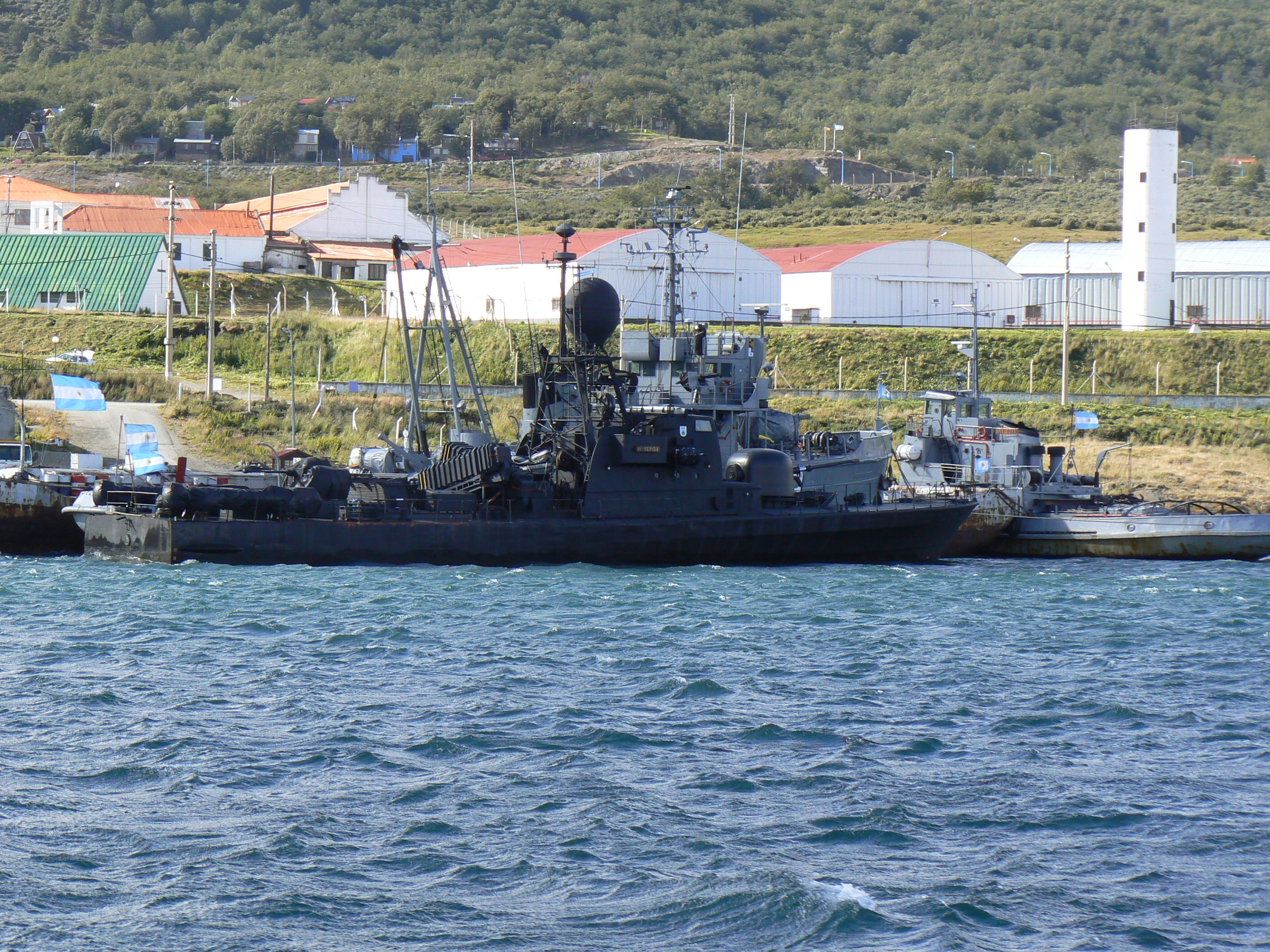
アルゼンチン海軍「イントレピダ」

## 同型艦一覧
| 運用国                                              | #              | 艦名                                                              | 進水            | 就役            | 退役                                                |
| --------------------------------------------------- | -------------- | ----------------------------------------------------------------- | --------------- | --------------- | --------------------------------------------------- |
| アルゼンチン海軍 · （イントレピダ級）               | P-85           | イントレピダ ARA Intrépida                                        | 1973年 12月2日  | 1974年 7月20日  | 就役中                                              |
| アルゼンチン海軍 · （イントレピダ級）               | P-86           | インドミタ ARA Indómita                                           | 1974年 4月8日   | 1974年 12月     | 就役中                                              |
| エクアドル海軍 · （キト級）                         | LM21           | キト BAE Quito                                                    | n/a             | n/a             | 就役中                                              |
| エクアドル海軍 · （キト級）                         | LM23           | グアヤキル BAE Guayaquil                                          | n/a             | n/a             | 就役中                                              |
| エクアドル海軍 · （キト級）                         | LM24           | クエンカ BAE Cuenca                                               | n/a             | n/a             | 就役中                                              |
| バーレーン海軍 · （アフマド・エル・ファテハ級）     | 20             | アハマド・アル・ファテフ RBNS Ahmad El Fateh                      | n/a             | 1984年 2月5日   | 就役中                                              |
| バーレーン海軍 · （アフマド・エル・ファテハ級）     | 21             | アル・ジェベリ RBNS Al Jabery                                     | n/a             | 1984年5月       | 就役中                                              |
| バーレーン海軍 · （アフマド・エル・ファテハ級）     | 22             | アブドゥル・ラフマーン・アル・ファデル RBNS Abdul Rahman Al Fadel | n/a             | 1986年 1月5日   | 就役中                                              |
| バーレーン海軍 · （アフマド・エル・ファテハ級）     | 23             | アル・タウィーラ RBNS Al Taweelah                                 | n/a             | 1989年          | 就役中                                              |
| クウェート海軍 · （アル・ブーム級）                 | K 453 → P 4505 | ジャルブート Jalboot →アル・サムブーク Al Sanbouk                 | 1982年 5月      | 1984年 4月26日  | 就役中                                              |
| クウェート海軍 · （アル・ブーム級）                 | K 451 → P 4501 | ワルギーヤ Wergiya →アル・ブーム Al Boom                          | 1982年 3月      | 1984年 4月26日  | イラク軍のクウェート侵攻後、 いずれも大破または撃沈 |
| クウェート海軍 · （アル・ブーム級）                 | K 452 → P 4503 | マシュワー Mashuwah →アル・ベティール Al Betteel                  | 1982年 4月      | 1984年 4月26日  | イラク軍のクウェート侵攻後、 いずれも大破または撃沈 |
| クウェート海軍 · （アル・ブーム級）                 | K 455 → P 4507 | イスティクラル Istiqlal →アル・サアディー Al Saadi                | 1982年 12月     | 1984年 8月9日   | イラク軍のクウェート侵攻後、 いずれも大破または撃沈 |
| クウェート海軍 · （アル・ブーム級）                 | P 4509         | アル・アハマディ Al Ahmadi                                        | n/a             | 1984年 8月9日   | イラク軍のクウェート侵攻後、 いずれも大破または撃沈 |
| クウェート海軍 · （アル・ブーム級）                 | P 4511         | アル・イスティクラル Al Istiqlal                                  | n/a             | 1984年 8月9日   | イラク軍のクウェート侵攻後、 いずれも大破または撃沈 |
| マレーシア海軍 · （ジェロン級）                     | 3505           | ジェロン KD Jerong                                                | 1975年 7月28日  | 1976年 3月23日  | 就役中                                              |
| マレーシア海軍 · （ジェロン級）                     | 3506           | トゥダク KD Tudak                                                 | 1976年 3月16日  | 1976年 6月16日  | 就役中                                              |
| マレーシア海軍 · （ジェロン級）                     | 3507           | パウス KD Paus                                                    | 1976年 6月2日   | 1976年 8月18日  | 就役中                                              |
| マレーシア海軍 · （ジェロン級）                     | 3508           | ユー KD Yu                                                        | 1976年 7月17日  | 1976年 11月15日 | 就役中                                              |
| マレーシア海軍 · （ジェロン級）                     | 3509           | バウン KD Baung                                                   | 1976年 10月5日  | 1977年 7月11日  | 就役中                                              |
| マレーシア海軍 · （ジェロン級）                     | 3510           | パリ KD Pari                                                      | 1977年 1月      | 1977年 3月23日  | 就役中                                              |
| シンガポール海軍 · （シーウルフ級）                 | P76            | シーウルフ RSS Sea Wolf                                           | n/a             | 1975年 1月22日  | 2008年 5月13日                                      |
| シンガポール海軍 · （シーウルフ級）                 | P77            | シーライオン RSS Sea Lion                                         | n/a             | 1975年 1月22日  | 2008年 5月13日                                      |
| シンガポール海軍 · （シーウルフ級）                 | P78            | シードラゴン RSS Sea Dragon                                       | n/a             | 1975年 1月22日  | 2008年 5月13日                                      |
| シンガポール海軍 · （シーウルフ級）                 | P79            | シータイガー RSS Sea Tiger                                        | n/a             | 1976年 2月29日  | 2008年 5月13日                                      |
| シンガポール海軍 · （シーウルフ級）                 | P80            | シーホーク RSS Sea Hawk                                           | n/a             | 1976年 2月29日  | 2008年 5月13日                                      |
| シンガポール海軍 · （シーウルフ級）                 | P81            | シースコーピオン RSS Sea Scorpion                                 | n/a             | 1976年 2月29日  | 2008年 5月13日                                      |
| タイ海軍 · （プラブラパク級）                       | 311            | プラブラパク HTMS Prabrarapak                                     | 1975年 7月29日  | 1976年 7月28日  | 就役中                                              |
| タイ海軍 · （プラブラパク級）                       | 312            | ハナク･サットル HTMS Hanhak Sattru                                | 1975年 10月28日 | 1976年 11月6日  | 就役中                                              |
| タイ海軍 · （プラブラパク級）                       | 313            | サファーリン HTMS Suphairin                                       | 1976年 2月20日  | 1977年 2月1日   | 就役中                                              |
| アラブ首長国連邦海軍 · （バニヤス級, · ムバラス級） | P-4501         | バニヤス Baniyas                                                  | n/a             | 1980年 11月     | 就役中                                              |
| アラブ首長国連邦海軍 · （バニヤス級, · ムバラス級） | P-4502         | マーバン Marban                                                   | n/a             | 1980年 11月     | 就役中                                              |
| アラブ首長国連邦海軍 · （バニヤス級, · ムバラス級） | P-4503         | ロゴム Rodqum                                                     | n/a             | 1981年 4月      | 就役中                                              |
| アラブ首長国連邦海軍 · （バニヤス級, · ムバラス級） | P-4504         | シャヒーン Shaheen                                                | n/a             | 1981年 4月      | 就役中                                              |
| アラブ首長国連邦海軍 · （バニヤス級, · ムバラス級） | P-4505         | サクル Saqar                                                      | n/a             | 1981年 6月      | 就役中                                              |
| アラブ首長国連邦海軍 · （バニヤス級, · ムバラス級） | P-4506         | タリフ Tarif                                                      | n/a             | 1981年 6月      | 就役中                                              |
| アラブ首長国連邦海軍 · （バニヤス級, · ムバラス級） | P-4401         | ムバラス Mubarraz                                                 | n/a             | 1990年 8月      | 就役中                                              |
| アラブ首長国連邦海軍 · （バニヤス級, · ムバラス級） | P-4402         | マカシブ Makasib                                                  | n/a             | 1990年 8月      | 就役中                                              |